# Foulognes
Foulognes település Franciaországban, Calvados megyében. Lakosainak száma 217 fő (2022. január 1.). Foulognes Cahagnolles, Planquery, Sainte-Honorine-de-Ducy, Sallen és Caumont-sur-Aure községekkel határos.

## Népesség
A település népességének változása:
| Lakosok száma | 250  | 167  | 183  | 158  | 206  | 198  | 197  | 208  | 213  | 217  |
|               | 1968 | 1982 | 1990 | 2006 | 2013 | 2015 | 2017 | 2019 | 2020 | 2022 |